# Rebond (basket-ball)
Pour les articles homonymes, voir rebond.

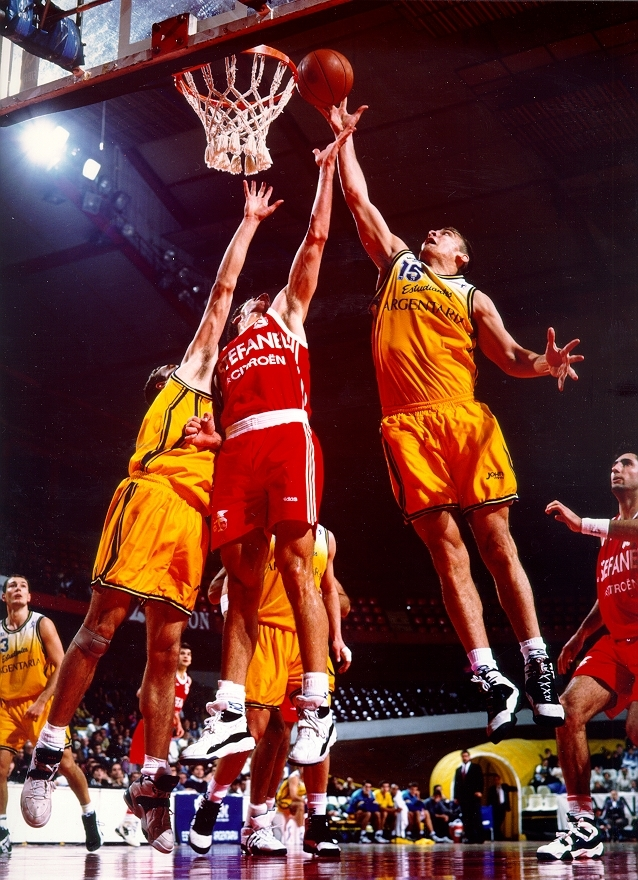
L'Espagnol Iñaki de Miguel au rebond.

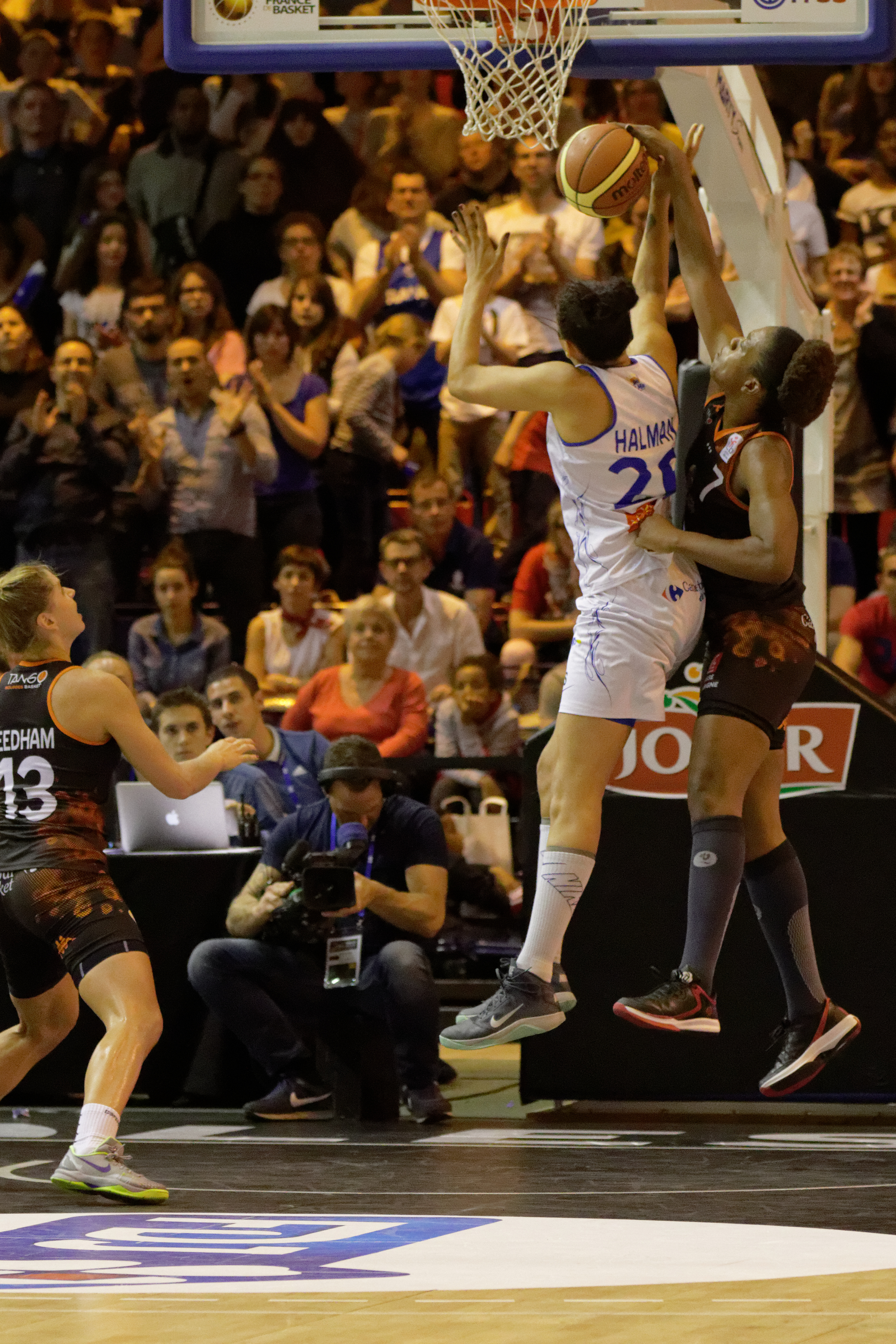
Naomi Halman lors de la finale de la Coupe de France féminine 2015.

Au basket-ball, le rebond désigne le fait de capter la balle après un tir manqué et avant que celle-ci ne touche le sol.
Il existe deux catégories de rebonds :
- le rebond défensif, lorsque l'adversaire attaquant manque son tir et qu'un défenseur récupère la balle. Le rebond entre alors dans la catégorie « récupération active » ;
- le rebond offensif, lorsqu'un attaquant récupère la balle à la suite d'un tir manqué d'un partenaire ou de lui-même.

Lorsqu'un joueur effectuant un rebond offensif en suspension tente directement de marquer avant même de retoucher le sol, on parle de « claquette ». Un même joueur est autorisé à prendre un nombre illimité de fois le rebond sur son propre tir ou sa propre claquette, sauf si le tir ne touche pas le panier (airball), auquel cas le ballon est rendu à l'équipe adverse.
L'apparition en 1984 des tirs à trois points a eu comme corollaire d'élargir la zone de rebonds potentiels, permettant ainsi aux joueurs arrière de s'illustrer davantage dans cet exercice qui reste pourtant encore majoritairement l'apanage des joueurs intérieurs.
Les spécialistes du rebond sont Wilt Chamberlain, meilleur rebondeur de l'histoire avec 23 924 prises devant Bill Russell, 21 620, et Moses Malone, 17 834. Chamberlain possède également la meilleure moyenne en carrière avec 22,89 devant Russell, 22,45. Ces deux joueurs sont les seuls de l'histoire de la NBA à avoir une moyenne en carrière supérieure à 20 rebonds par match. Chamberlain, qui détient d'ailleurs le record dans un match avec 55 rebonds, est également le joueur à avoir remporté le plus de titres de meilleur rebondeur de la saison avec onze. Il devance Dennis Rodman, sept titres, et Moses Malone, six titres. Plus récemment, Kevin Garnett remporte quatre titres de 2004 à 2007 et Dwight Howard trois de 2008 à 2010.
Chez les femmes, Lisa Leslie est la joueuse totalisant le plus de rebonds en Women's National Basketball Association (WNBA) avec 3 307 devant Taj McWilliams-Franklin avec 2 836. La meilleure joueuse à la moyenne est Cheryl Ford, première avec 9,73. elle devance une joueuse encore en activité en 2001, Sylvia Fowles dont la moyenne est alors de 9,17.